# Katharine Fraser af Saltoun
Den ærede Katharine Fraser, mistress af Saltoun, DL (født 11. oktober 1957 i Fraserburgh, Aberdeenshire, Skotland som Katharine Ingrid Mary Isabel Ramsay) er en slægtning til de britiske, danske og svenske kongehuse. Hun grandkusine til dronning Margrethe 2. af Danmark og kong Carl 16. Gustav af Sverige samt tipoldebarn til dronning Victoria af Storbritannien. 

## Forfædre
Katharine Fraser er datter af kaptajn Alexander Ramsay af Mar (1919–2000) og Flora Fraser, 21. lady Saltoun (født 1930). Flora Fraser var medlem af det britiske overhus fra august 1979 til december 2014.
Katharine Fraser er oldedatter af prins Arthur, hertug af Connaught og Strathearn. Arthur af Connaught var den tredje søn af prinsgemal Albert og dronning Victoria af Storbritannien.
Prins Arthur blev far til kronprinsesse Margareta af Sverige, morfar til dronning Ingrid af Danmark og arveprins Gustav Adolf af Sverige samt oldefar til dronning Margrethe 2. af Danmark og kong Carl 16. Gustav af Sverige. 

## Familie
Katharine Fraser er gift med kaptajn Mark Malise Nicolson (født 1954). Katharine Fraser og Mark Nicolson har tre børn:
- Louise Alexandra Patricia Nicolson (havde efternavnet Fraser indtil 1990) (født 2. september 1984), gift med Charles Morshead 
  - Rory Thomas Malise Morshead (født 27. maj 2015)
  - Frederick Charles Merlin Morshead (født 15. marts 2018)
- Juliet Victoria Katharine Nicolson ( født 3. marts 1988), gift med Simon Alexander Rood
  - Albert Alexander Gordon Rood (født 7. juni 2018)
- Alexander William Malise Fraser (født 5. juli 1990)

Katharine Frasers søn har fået sin mors efternavn, men hendes døtre bærer deres fars efternavn.

## Britisk arvefølge
Som en efterkommer til dronning Victoria af Storbritannien indgår Katharine Fraser i arvefølgen til den britiske trone. Hun er placeret lige før sine børn og børnebørn og lige efter skuespillerinden prinsesse Theodora af Grækenland og Danmark. 
Prinsesse Theodora er datterdatter af dronning Ingrid af Danmark og datter af dronning Anne-Marie af Grækenland, der er Katharine Fraser's grandkusine.
1. ↑  Navnet er anført på engelsk og stammer fra Wikidata hvor navnet endnu ikke findes på dansk.
2. ↑  Navnet er anført på engelsk og stammer fra Wikidata hvor navnet endnu ikke findes på dansk.
3. ↑  Navnet er anført på engelsk og stammer fra Wikidata hvor navnet endnu ikke findes på dansk.